# Szentkirályi tanya
Szentkirályi tanya románul: Clapa, falu Romániában, Erdélyben, Kolozs megyében.

## Fekvése
Alsódetrehem (Tritenii de Jos) mellett fekvő település.

## Története
Szentkirályi tanya (Clapa) korábban Alsódetrehem (Tritenii de Jos) része volt. 1956 körül vált külön településsé 164 lakossal.
1966-ban 137, 1977-ben 262, 1992-ben 118, a 2002-es népszámláláskor 106 román lakosa volt.